# 아마쿠사군

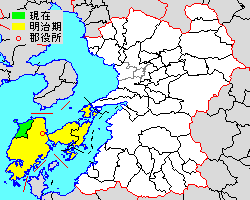
아마쿠사 군의 위치

아마쿠사군(일본어: 天草郡, あまくさぐん)은 일본 구마모토현의 군이다.
인구 6,221명, 면적 67.58km², 인구밀도 92.1명/km².(2025년 5월 1일, 추계인구)
이하 1개의 정으로 구성된다.
- 레이호쿠정(苓北町)

## 역사
- 2004년 3월 31일 - 오야노 정·마쓰시마 정·히메도 정·류가다케 정이 합병해 가미아마쿠사시가 성립, 군에서 이탈하였다.
- 2006년 3월 27일 - 아리아케 정·고쇼우라 정·구라타케 정·스모토 정·신와 정·이쓰와 정·아마쿠사 정·가와우라 정이 혼도 시·우시부카 시와 합병해 아마쿠사시가 성립, 군에서 이탈하였다.